# Кубок Англії з футболу 1881—1882
Кубок Англії з футболу 1881—1882 — 11-й розіграш найстарішого футбольного турніру у світі, Кубка виклику Футбольної Асоціації, також відомого як Кубок Англії. Вдруге титул здобув Олд Ітоніанс.

## Перший раунд
Клуб Гановер Юнайтед пройшов до наступного раунду після жеребкування.
| Дата                      | Господарі            | Рахунок | Гості                |
| ------------------------- | -------------------- | ------- | -------------------- |
|                           | Ноттс Каунті         | +:-     | Калтгорп             |
|                           | Ромфорд              | +:-     | Рейнджерс            |
|                           | Дрідноут             | +:-     | Кіз Колледж          |
|                           | Сент-Бартс           | +:-     | Вондерерз            |
|                           | Аккрінгтон           | +:-     | Квінз Парк           |
| 17 жовтня                 | Смол Гіт Альянс      | 4:1     | Дербі Таун           |
| 17 жовтня                 | Шеффілд Гілі         | 5:1     | Локвуд Братерс       |
| 22 жовтня                 | Марлоу               | 3:1     | Брентвуд             |
| 22 жовтня                 | Аптон Парк           | 3:0     | Сент-Олбанс          |
| 22 жовтня                 | Віндзор Хоум Парк    | 0:1     | Редінг Мінстер       |
| 22 жовтня                 | Генлі                | 0:2     | Мейденгед            |
| 22 жовтня                 | Вудфорд Брідж        | 1:1     | Редінг Аббі          |
| 12 листопада Перегравання | Редінг Аббі          | 2:1     | Вудфорд Брідж        |
| 22 жовтня                 | Болтон Вондерерз     | 5:5     | Іглі                 |
| 12 листопада Перегравання | Іглі                 | 0:1     | Болтон Вондерерз     |
| 29 жовтня                 | Дарвен               | 3:1     | Блекберн Олімпік     |
| 29 жовтня                 | Редінг               | 5:0     | Гендон               |
| 29 жовтня                 | Вест Енд             | 3:2     | Ремнантс             |
| 29 жовтня                 | Блекберн Роверз      | 9:1     | Блекберн Парк Роад   |
| 29 жовтня                 | Актон                | 0:0     | Фінчлі               |
| 12 листопада Перегравання | Актон                | 4:0     | Фінчлі               |
| 29 жовтня                 | Астлі Брідж          | 2:2     | Тартон               |
| 12 листопада Перегравання | Тартон               | 1:1     | Астлі Брідж          |
| 19 листопада Перегравання | Астлі Брідж          | 3:3     | Тартон               |
| 26 листопада Перегравання | Тартон               | 2:0     | Астлі Брідж          |
| 29 жовтня                 | Стейвелі             | 5:1     | Спілсбі Таун         |
| 5 листопада               | Грантем              | 6:0     | Брігг                |
| 5 листопада               | Шеффілд              | 8:0     | Брігг Британія       |
| 5 листопада               | Барнс                | 3:1     | Рочестер             |
| 5 листопада               | Роял Енджинірс       | 6:0     | Кілдар               |
| 5 листопада               | Олд Ітоніанс         | 2:2     | Клепем Роверз        |
| 19 листопада Перегравання | Клепем Роверз        | 0:1     | Олд Ітоніанс         |
| 5 листопада               | Гертс Рейнджерс      | 0:4     | Свіфтс               |
| 5 листопада               | Олд Форестерс        | 3:0     | Мортон Рейнджерс     |
| 5 листопада               | Венсбері Строллерс   | 3:1     | Стаффорд Роад        |
| 5 листопада               | Готспур              | 1:0     | Юніон                |
| 5 листопада               | Москітос             | 1:1     | Пілігрімс            |
| 12 листопада Перегравання | Пілігрімс            | 5:0     | Москітос             |
| 5 листопада               | Астон Вілла          | 4:1     | Ноттінгем Форест     |
| 5 листопада               | Венсдей              | 2:0     | Шеффілд Провіденс    |
| 5 листопада               | Ешер Леопольд        | 0:5     | Олд Картузіанс       |
| 5 листопада               | Лондон Олімпік       | 2:4     | Олд Гарровіанс       |
| 5 листопада               | Бутл                 | 2:1     | Блекберн Лоу         |
| 5 листопада               | Венсбері Олд Атлетік | 9:0     | Мітчелл Сент-Джорджс |

## Другий раунд
До другого раунду увійшли переможці першого раунду.
Клуби Роял Енджинірс, Олд Ітоніанс, Астон Вілла, Венсдей та Дрідноут пройшли до наступного раунду після жеребкування.
| Дата                   | Господарі            | Рахунок                            | Гості              |
| ---------------------- | -------------------- | ---------------------------------- | ------------------ |
| 19 листопада           | Свіфтс               | 7:1                                | Олд Гарровіанс     |
| 19 листопада           | Блекберн Роверз      | 6:2                                | Болтон Вондерерз   |
| 24 листопада           | Ноттс Каунті         | 5:3 результат скасований           | Венсбері Строллерс |
| 10 грудня Перегравання | Ноттс Каунті         | 11:1                               | Венсбері Строллерс |
| 26 листопада           | Дарвен               | 3:1                                | Аккрінгтон         |
| 26 листопада           | Редінг               | 1:1 Вест Енд був дискваліфікований | Вест Енд           |
| 26 листопада           | Гановер Юнайтед      | 1:3                                | Аптон Парк         |
| 26 листопада           | Шеффілд              | 0:4                                | Шеффілд Гілі       |
| 26 листопада           | Редінг Аббі          | 1:4                                | Готспур            |
| 28 листопада           | Стейвелі             | 3:1                                | Грантем            |
| 30 листопада           | Марлоу               | 2:0                                | Сент-Бартс         |
| 3 грудня               | Мейденгед            | 2:1                                | Актон              |
| 3 грудня               | Олд Форестерс        | 3:1                                | Пілігрімс          |
| 3 грудня               | Тартон               | 4:0                                | Бутл               |
| 3 грудня               | Олд Картузіанс       | 7:1                                | Барнс              |
| 3 грудня               | Редінг Мінстер       | 3:1                                | Ромфорд            |
| 3 грудня               | Венсбері Олд Атлетік | 6:0                                | Смол Гіт Альянс    |

## Третій раунд
До третього раунду увійшли переможці другого раунду.
Клуби Редінг, Аптон Парк, Блекберн Роверз, Олд Форестерс, Шеффілд Гілі, Мейденгед та Венсбері Олд Атлетік пройшли до наступного раунду після жеребкування.
| Дата                   | Господарі      | Рахунок | Гості          |
| ---------------------- | -------------- | ------- | -------------- |
| 17 грудня              | Дарвен         | 4:1     | Тартон         |
| 17 грудня              | Олд Ітоніанс   | 3:0     | Свіфтс         |
| 17 грудня              | Готспур        | 0:0     | Редінг Мінстер |
| 26 грудня Перегравання | Готспур        | 2:0     | Редінг Мінстер |
| 17 грудня              | Дрідноут       | 1:2     | Марлоу         |
| 20 грудня              | Олд Картузіанс | 0:2     | Роял Енджинірс |
| 29 грудня              | Венсдей        | 0:0     | Стейвелі       |
| 7 січня Перегравання   | Стейвелі       | 0:0     | Венсдей        |
| 9 січня Перегравання   | Венсдей        | 5:1     | Стейвелі       |
| 31 грудня              | Астон Вілла    | 2:2     | Ноттс Каунті   |
| 7 січня Перегравання   | Ноттс Каунті   | 2:2     | Астон Вілла    |
| 14 січня Перегравання  | Астон Вілла    | 4:1     | Ноттс Каунті   |

## Четвертий раунд
До четвертого раунду увійшли переможці третього раунду.
| Дата     | Господарі            | Рахунок | Гості          |
| -------- | -------------------- | ------- | -------------- |
|          | Марлоу               | +:-     | Редінг         |
| 14 січня | Олд Ітоніанс         | 6:3     | Мейденгед      |
| 21 січня | Аптон Парк           | 5:0     | Готспур        |
| 21 січня | Олд Форестерс        | 2:1     | Роял Енджинірс |
| 21 січня | Венсдей              | 3:1     | Шеффілд Гілі   |
| 21 січня | Венсбері Олд Атлетік | 4:2     | Роял Енджинірс |
| 30 січня | Блекберн Роверз      | 5:1     | Дарвен         |

## П'ятий раунд
До п'ятого раунду увійшли переможці четвертого раунду.
Клуб Олд Ітоніанс пройшов до наступного раунду після жеребкування.
| Дата                   | Господарі       | Рахунок | Гості                |
| ---------------------- | --------------- | ------- | -------------------- |
| 7 лютого               | Венсдей         | 6:0     | Аптон Парк           |
| 11 лютого              | Блекберн Роверз | 3:1     | Венсбері Олд Атлетік |
| 14 лютого              | Олд Форестерс   | 0:0     | Марлоу               |
| 18 лютого Перегравання | Марлоу          | 1:0     | Олд Форестерс        |

## Півфінали
У півфіналах зіграли команди, що перемогли на попередньому етапі.
| Дата                    | Господарі       | Рахунок | Гості           |
| ----------------------- | --------------- | ------- | --------------- |
| 4 березня               | Олд Ітоніанс    | 5:0     | Марлоу          |
| 6 березня               | Блекберн Роверз | 0:0     | Венсдей         |
| 15 березня Перегравання | Венсдей         | 1:5     | Блекберн Роверз |

## Фінал
| 25 березня 1882 |

| Олд Ітоніанс | 1:0      | Блекберн Роверз |
| ------------ | -------- | --------------- |
| Андерсон     | Протокол |                 |

| Кеннінгтон Овал, Лондон Глядачів: 6 500 Арбітр: Чарльз Клегг |